# Régis Silva
Régis Silva (nacido el 20 de noviembre de 1989) es un futbolista brasileño que se desempeña como centrocampista.
Jugó para clubes como el Fortaleza, Ceará, Atlético Goianiense, Nagoya Grampus, Marítimo, Mogi Mirim y Caxias do Sul.

## Trayectoria

### Clubes
| Club                | País     | Año         |
| ------------------- | -------- | ----------- |
| Fortaleza           | Brasil   | 2008 - 2011 |
| Ceará               | Brasil   | 2012 - 2013 |
| Atlético Goianiense | Brasil   | 2013 - 2014 |
| Nagoya Grampus      | Japón    | 2014        |
| Fortaleza           | Brasil   | 2015        |
| Atlético Goianiense | Brasil   | 2015 - 2016 |
| Marítimo            | Portugal | 2016        |
| Mogi Mirim          | Brasil   | 2017        |
| Caxias do Sul       | Brasil   | 2018        |